# Скороднянский район
Скороднянский район — административно-территориальная единица в составе Центрально-Чернозёмной, Курской и Белгородской областей, существовавшая в 1928—1963 годах. Центр — село Скородное
Скороднянский район был образован в 1928 году в составе Белгородского округа Центрально-Чернозёмной области. Территория Скороднянского района составила 1683,9 кв. км, в районе было 38 сельсоветов, объединивших 194 населенных пункта. 16 сентября 1929 года район был передан в Старооскольский округ. 23 июля 1930 года окружная система в СССР была упразднена и Скороднянский район перешёл в прямое подчинение Центрально-Чернозёмной области. В 1932 году в Скородном проживало 4080 человек, в районе — 99148. В 1958 году территория Скороднянского района — 791 км², в районе — 13 сельсоветов и 85 сел, деревень и хуторов.
13 июня 1934 года Скороднянский район был отнесён к Курской области.
По состоянию на 1945 года район делился на 18 сельсоветов: Андреевский, Вязовский, Донецкий, Истобнянский, Коломыцевский, Корочковский, Криво-Балковский, Кривошеевский, Никаноровский, Ольховатский, Петровский, Раисовский, Скороднянский, Толстянский, Уколовский, Холоднянский, Чуевский, Юрьевский.
6 января 1954 года Скороднянский район отошёл к Белгородской области.
1 февраля 1963 года Скороднянский район был упразднён.